# Eduardo Gallego y Ramos
Eduardo Gallego y Ramos (Sevilla, 1873-Madrid, 1959) fue un ingeniero militar y escritor español.

## Biografía
Nació en 1873 en Sevilla. Capitán del cuerpo de Ingenieros del ejército, fue uno de los directores de la revista La Energía Eléctrica (1900-1903), además de colaborador del Memorial de Ingenieros del Ejército (1898) y de La Construcción Moderna (1903). Fue uno de los autores de un monumento proyectado a los soldados muertos en las guerras coloniales, además de participar en proyectos de ingeniería sanitaria. Falleció en Madrid en 1959.